# Wang Jiao (Freestyle-Skierin)
Wang Jiao (* 16. April 1983) ist eine ehemalige chinesische Freestyle-Skierin, die auf die Disziplin Aerials (Springen) spezialisiert war.

## Werdegang
Wang trat international erstmals bei den Weltmeisterschaften 2001 in Whistler in Erscheinung und wurde dort Neunte. Zu Beginn der Saison 2001/02 nahm sie in Mount Buller erstmals am Freestyle-Skiing-Weltcup teil, wobei sie die Plätze 24 und 12 errang und kam im weiteren Saisonverlauf in Whistler mit dem achten Platz erstmals unter den ersten Zehn sowie bei den Olympischen Winterspielen 2002 in Salt Lake City auf den 18. Platz. In der Saison 2002/03 sprang sie mit vier Top-Zehn-Platzierungen auf den 18. Platz im Aerials-Weltcup und in der Saison 2003/04 mit acht Top-Zehn-Platzierungen bei zehn Teilnahmen auf den 23. Platz im Gesamtweltcup sowie auf den siebten Rang im Aerials-Weltcup. Dabei holte sie im Januar 2004 in Lake Placid ihren ersten Weltcupsieg. In der Saison 2005/06 siegte sie in Changchun erneut und wurde bei den Olympischen Winterspielen 2006 in Turin Elfte. Die Saison beendete sie auf dem 19. Platz im Aerials-Weltcup. In den folgenden Jahren erreichte sie im Dezember 2006 im Beida Lake mit dem dritten Platz letztmals eine Podestplatzierung und belegte in der Saison 2006/07 den 18. Platz im Aerials-Weltcup sowie in der Saison 2007/08 den 16. Rang im Aerials-Weltcup. Zudem sprang sie bei den Weltmeisterschaften 2007 in Madonna di Campiglio auf den 13. Platz und nahm im März 2008 in Moskau letztmals am Weltcup teil, wobei sie den neunten Platz errang.

## Erfolge

### Olympische Spiele
- 2002 Salt Lake City: 18. Platz Aerials
- 2006 Turin: 11. Platz Aerials

### Weltmeisterschaften
- 2001 Whistler: 9. Platz Aerials
- 2007 Madonna di Campiglio: 13. Platz Aerials

### Weltcupsiege
Wang nahm an 31 Weltcups teil und erreichte 20 Top-Zehn-Platzierungen sowie drei Podestplatzierungen.
| Datum             | Ort         | Land                | Disziplin |
| ----------------- | ----------- | ------------------- | --------- |
| 16. Januar 2004   | Lake Placid | Vereinigte Staaten  | Aerials   |
| 16. Dezember 2005 | Changchun   | Volksrepublik China | Aerials   |

### Weltcupwertungen
| Saison  | Gesamt | Gesamt | Aerials | Aerials |
| Saison  | Platz  | Punkte | Platz   | Punkte  |
| ------- | ------ | ------ | ------- | ------- |
| 2001/02 | 50.    | 30     | 27.     | 152     |
| 2002/03 | 39.    | 55     | 18.     | 332     |
| 2003/04 | 23.    | 34     | 7.      | 402     |
| 2005/06 | 54.    | 16     | 19.     | 172     |
| 2006/07 | 46.    | 14     | 18.     | 86      |
| 2007/08 | 51.    | 18     | 16.     | 164     |